# Sinuolinea rebae
Sinuolinea rebae is een microscopische parasiet uit de familie Sinuolineidae. Sinuolinea rebae werd in 1948 beschreven door Tripathi. 